# (13129) Posidonios
(13129) Posidonios, internationalement (13129) Poseidonios, est un astéroïde de la ceinture principale.

## Description
(13129) Posidonios est un astéroïde de la ceinture principale. Il fut découvert le 12 août 1994 à La Silla par Eric Walter Elst. Il présente une orbite caractérisée par un demi-grand axe de 2,74 UA, une excentricité de 0,10 et une inclinaison de 8,0° par rapport à l'écliptique.
Il est nommé d'après le philosophe grec Posidonios.

## Compléments